# The Hidden Witness (film 1913)
The Hidden Witness è un cortometraggio muto del 1913 diretto da Robert G. Vignola. Prodotto dalla Kalem e distributio dalla General Film Company, aveva come interpreti Harry Millarde, Helen Lindroth, Doris Hollister, George Hollister Jr., James Vincent, Alice Hollister.

## Produzione
Il film fu prodotto dalla Kalem Company.

## Distribuzione
Distribuito dalla General Film Company, il film - un cortometraggio di una bobina - uscì nelle sale cinematografiche statunitensi il 5 luglio 1913.